# Дионизије
Дионизије (гр. Διονύσια), античке светковине у част митолошког бога Диониса, одржаване у многим мјестима старе Грчке. Најпознатије су и најстарије дионизије у Атини.На дионизије су се приређивала велика музичка такмичења и драмске представе. Касније се дионизија звала свака светковина на којој су приказиване драмске представе. Како је популарност драме постајала све већа, дионизије су празноване готово свугдје у Грчкој. У античком Риму су Дионизије добиле име баханалије, по Бахусу, римском имену за Диониса.
Атинске дионизије су слављане четири пута годишње: Антестерије, Ленеје, сеоске дионизије и градске или велике дионизије. На сеоским дионизијама (новембар – децембар) одржавана је култска фаличка процесија уз учешће веселих поворки (комос), чије је надметање утицало на развој комедије. Градске или велике дионизије су се развиле доста касно, вјероватно у другој половини 6. вијека пре н.е. Одржаване су пет дана с великом помпом. И на њима је постојала фаличка процесија, али је култска страна свечаности била увелико засјењена драмским представама (трагедија а од 486, г. пре н. е и комедија).
Градске дионизије приређиване су у част бога Диониса из Елеутхера, с чијим се култом повезује настанак трагедије. Антестерије („празник цвијећа”, тј. „Цвијети”) значајна је прољећна свечаност одржавана код већине јонских Грка. Она је имала двоструки карактер: радосни и тужни. Наздрављало се богу Дионису, отварали се крчази с вином и китило се цвијећем, али су на крају тродневног празника приношене жртве мртвима уз молитве древним подземним божанствима. О ритуалима са Ленејских дионизија (слављене у децембру – јануару) није много познато, иако је то био главни празник посвећен Дионису. У почетку су имале оргијастички карактер. На њима су такође извођене драмске представе, и то у првом реду комедије (око 440. г. пре н. е.), приказиване у Дионисовом позоришту. Приказивање комедија на Ленејским дионизијама, као и трагедија на великим дионизијама (фебруар – март), организовала је и финансирала атинска држава.